# Unique Identification Number
Eine Unique Identification Number (abgekürzt meist UIN, dt.: eindeutige Identifizierungsnummer) ist eine Ziffern- oder Zeichenkombination, mit der sich Hardware und Software, Personen, Kommunikation, Gegenstände oder allgemein Entitäten innerhalb einer bestimmten Kategorie eindeutig identifizieren lassen. Die Zuweisung der Nummern muss dabei auf eine Weise erfolgen, die die mehrmalige Vergabe derselben Nummer für verschiedene Entitäten ausschließt. Häufig wird auch eine umkehrbar eindeutige Beziehung gefordert.
Man verwendet UINs in erster Linie, um eine möglichst einfache Identifizierung zu gewährleisten; eine Alternative wäre die Verwendung von Attributen. Bei der Verwendung von Attributen trifft man aber auf Probleme der Unter- oder Überdefiniertheit (vgl. Entropie). Im Zweifelsfall muss man alle überhaupt denkbaren Attribute angeben, um eine sichere Identifizierung zu erreichen. Im Gegensatz dazu stellt eine UIN ein eindeutiges Merkmal dar. Oft benutzt man auch eine Kombination von bedingt eindeutiger Kennung und Attribut, etwa mit Hilfe von Zeitstempeln.

## Beispiele
- in relationalen Datenbanken der Primärschlüssel
- in Interaktionssystemen die Benutzerkennung (z. B. bei ICQ IM)
- in Warenwirtschaftssystemen der elektronische Produktcode
- die Ausweisnummer oder Personenkennzahl (z. B. Personenkennziffer bei der Bundeswehr)